# Ravachol
François Claudius Ravachol ou le « Christ de l'anarchie », né le 14 octobre 1859 à Saint-Chamond (Loire) et mort guillotiné le 11 juillet 1892 à Montbrison (Loire), est un ouvrier, criminel, terroriste et militant anarchiste et illégaliste français principalement connu pour son activisme terroriste, son impact, les mythes développés autour de sa figure, ainsi que son influence sur le mouvement anarchiste en France. 
Originaire des environs de Saint-Étienne, où il grandit dans la pauvreté et la violence domestique, il y débute progressivement une vie criminelle marquée par l'assassinat et le vol d'un riche ermite. Dans cette ville, Ravachol adopte peu à peu des idées anarchistes et y rencontre d'autres militants, comme Rosalie Soubère et Joseph Jas-Béala. Avec ces deux complices et Charles Simon, le militant rejoint Paris en 1891 et y effectue alors les attentats du Boulevard Saint-Germain et de Clichy (1892), visant les magistrats responsables des persécutions judiciaires touchant les anarchistes arrêtés de l'affaire de Clichy (1891).
Rapidement arrêté après le deuxième attentat, il est jugé, assume l'entièreté des attaques en essayant de sauver ses compagnons, est condamné à la perpétuité avec circonstances atténuantes accordées par le jury. Il est ensuite jugé pour l'assassinat de l'ermite et est cette fois condamné à mort, avant d'être guillotiné le 11 juillet 1892.
Bien qu'il soit pris, arrêté et exécuté rapidement après ses attaques, et qu'elles ne causent pas de morts, il est largement crédité pour avoir inauguré l'ère des attentats (1892-1894). Le fait qu'il assume la totalité des attentats, cherche à disculper ses compagnons et qu'il passe de criminel à justicier du peuple, d'une certaine manière, fait de lui un martyr pour les anarchistes et crée le mythe de Ravachol au sein de la population française. Il est aussi l'archétype culturel de la figure du « terroriste anarchiste ».

## Biographie

### Naissance et jeunesse

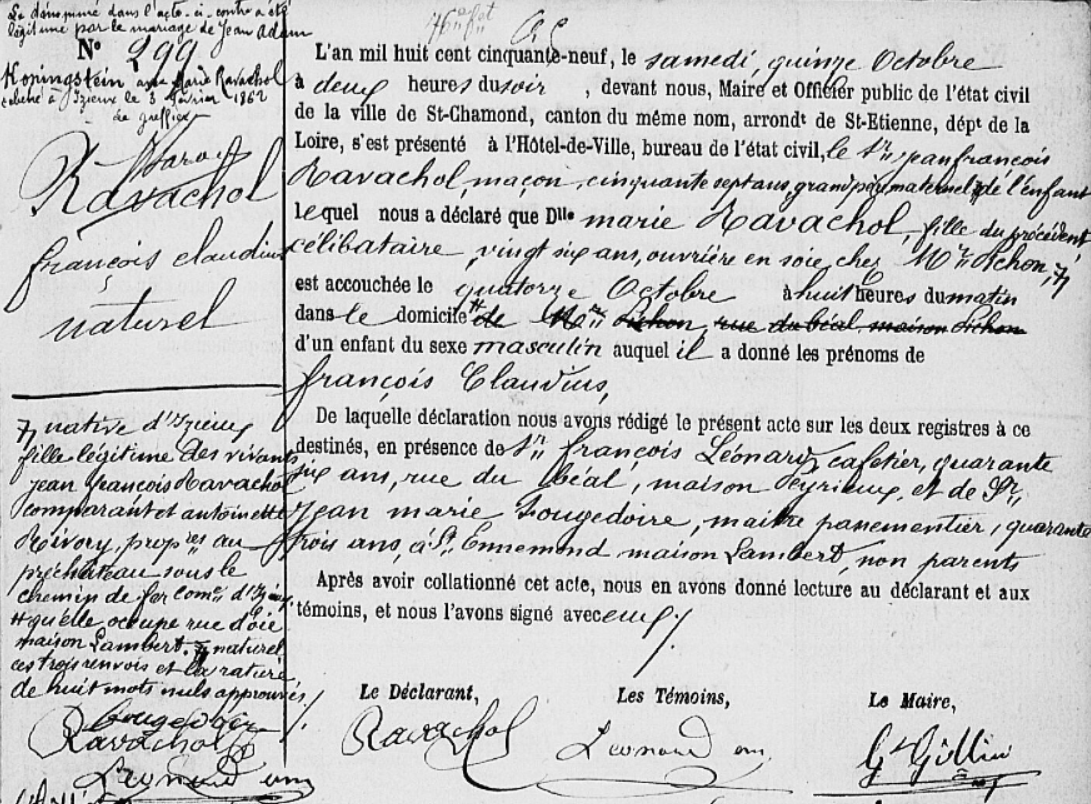
Acte de naissance de François Ravachol dans les Archives départementales de la Loire. 15 octobre 1859.

François Claudius Ravachol naît le 14 octobre 1859 à Saint-Chamond, dans le département de la Loire et les environs de Saint-Étienne. Marie Ravachol, sa mère, exerce la profession d'ouvrière en soie quand elle peut être embauchée. Elle vit alors en concubinage avec le père de François-Claudius, Jean-Adam Koningstein, dit « L'Allemand », originaire des Pays-Bas, arrivé dans le Forez un an plus tôt, en 1858. Il est employé comme lamineur aux forges d'Izieux.
François est confié à une nourrice jusqu'en 1862, date à laquelle Jean-Adam Koningstein reconnaît la paternité de l'enfant et épouse Marie Ravachol. Il est par la suite placé dans un hospice qui le prend en charge jusqu'à l'âge de six ou sept ans. Son père bat Marie Ravachol. Il interroge aussi régulièrement Ravachol pour trouver des prétextes à son encontre, sans résultat, d'après le témoignage qu'il donne dans ses Mémoires. Son père abandonne bientôt le foyer conjugal pour retourner aux Pays-Bas, où il meurt de maladie l'année suivante. Ne pouvant subvenir seule aux besoins de quatre enfants, Marie Ravachol doit mendier de l'aide et placer son fils dans une ferme. Dès ses huit ans, il travaille dur pour subvenir aux besoins de sa famille. Sa mère l'envoie aussi fréquemment mendier pour obtenir de l'argent pour la famille.
Il quitte l'école à onze ans, après avoir été harcelé par ses camarades parce qu'il a des vêtements « miteux ». Il travaille alors par exemple en gardant du bétail en hiver, ce qu'il fait sans de vraies chaussures provoquant le fait qu'il a toujours les pieds gelés. Sa petite sœur meurt d'une fièvre à peu près à cette époque. Dans les années qui suivent, Ravachol travaille comme berger, donc, mais aussi mineur, et dans diverses autres industries de la région. Il est renvoyé une fois de son emploi pour être arrivé avec cinq minutes de retard, alors même qu'il avait effectué de nombreuses heures supplémentaires sans être payé. Vers ses 14-16 ans, il obtient une place à Saint-Chamond comme apprenti teinturier chez Richard et Puteau. Cependant, cet apprentissage s'achève sans que les teinturiers ne décident de le garder et lui enseigner plus en détail leur science.

### Militantisme, crimes, anarchisme
Lorsqu'il termine son apprentissage sans succès, Ravachol quitte Saint-Chamond et la région stéphanoise pour rejoindre Lyon et y trouver un emploi. Là, il commence à suivre des lectures publiques dans des cercles d'étude qui lisent des journaux socialistes et anarchistes. 

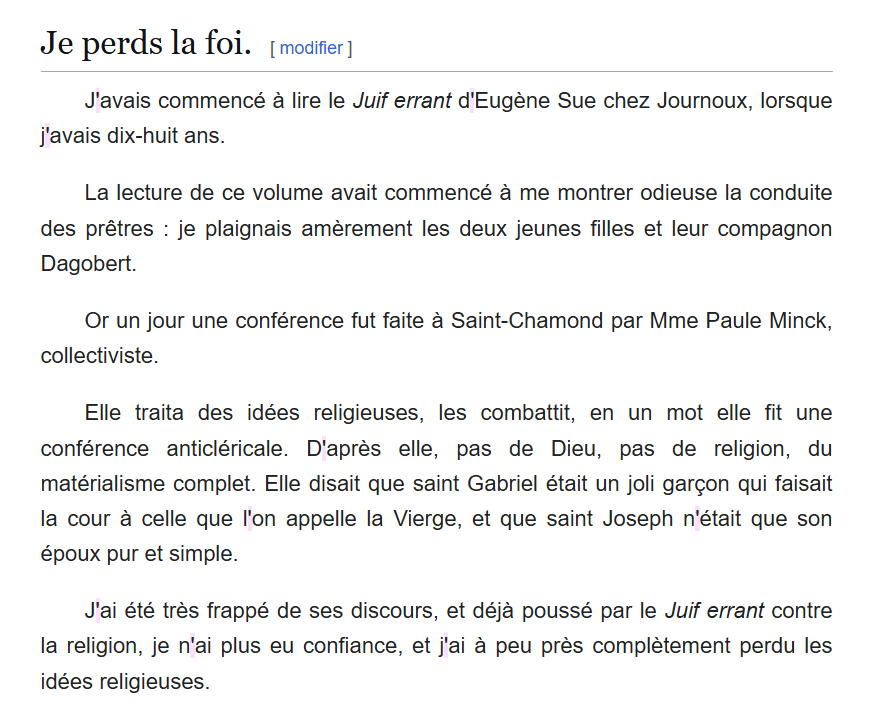
Témoignage de Ravachol dans ses Mémoires au sujet de l'influence de Minck sur sa pensée religieuse

À 18 ans, Ravachol entame la lecture du livre Le Juif errant d'Eugène Sue, ce qui commence à le détacher des idées religieuses, selon son propre témoignage. Après une conférence donnée par la communarde Paule Minck, où elle parle notamment de la Semaine sanglante (1871), le 3 décembre 1881 à Saint-Chamond, il achève de s'en séparer. Il assiste aux conférences de Léonie Rouzade et de Charles-Edme Chabert, s'intéresse à la presse socialiste notamment à travers Le Prolétariat et Le Citoyen de Paris. Il entre dans un Cercle d'études sociales où il rencontre Toussaint Bordat et Régis Faure, tous deux militants anarchistes. Ravachol est alors collectiviste, il deviendra anarchiste à la suite de ses lectures.

Renvoyé avec son frère d'un nouvel emploi, il se retrouve sans travail et dans la misère. Dans l'incapacité de subvenir aux besoins familiaux, Ravachol commence par voler des poules tandis que son frère vole du charbon. Il devient progressivement anarchiste en parallèle et commence à essayer de fabriquer des bombes, sans y arriver dans un premier temps. Il est déjà en possession de matériaux dangereux, puisqu'il est arrêté après avoir fourni de l'acide sulfurique à une dame.

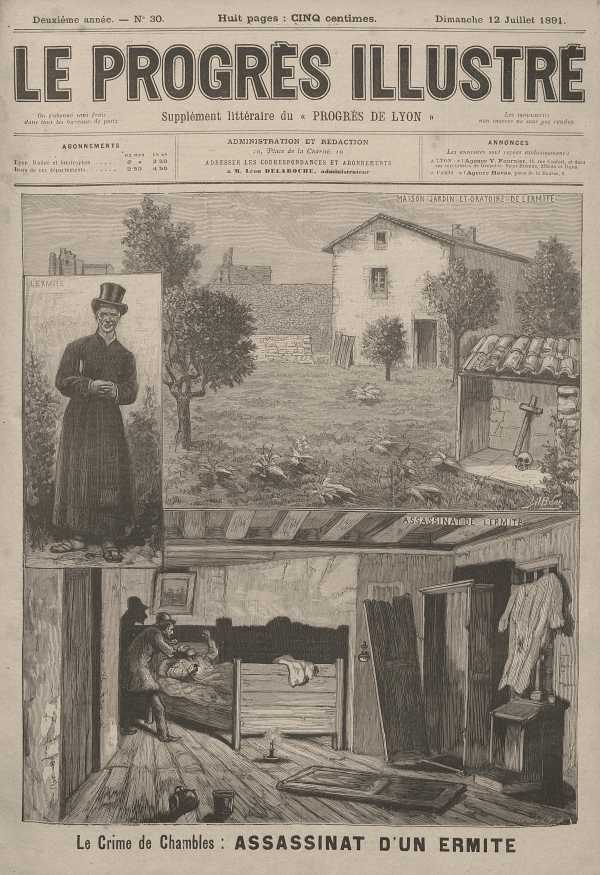
« Le crime de Chambles. L'assassinat d'un ermite », Le Progrès illustré (1891).

Vers 1888, il joue de l'accordéon dans les bals pour un cachet de cinq francs par soirée. Il s'adonne à la contrebande d'alcool pour faire face à ses périodes de chômage, puis à la fabrication de fausse monnaie et, à partir de mars 1891, au cambriolage. En 1890, il est arrêté brièvement pour un vol et est « bertillonné » à la prison de Saint-Étienne. 
Pendant ce temps, Marie et François Ravachol entrent en conflit : la mère reproche à son fils d'être en relations intimes avec une femme mariée. Il rompt tout lien avec sa mère à la suite de ces reproches. Puis, dans la nuit du 14 au 15 mai 1891, à Terrenoire, il profane la sépulture de la baronne de la Rochetaillée dans le but de dépouiller le cadavre de ses bijoux. Il ne trouve rien et rentre bredouille. Ravachol commence aussi à vendre de l'alcool illégalement et à s'engager dans des affaires de fausse monnaie.
Le 18 juin 1891, à Chambles, il tue et dévalise Jacques Brunel, un ermite de 93 ans, qui vivait d'aumônes et de la charité. Sans ressources apparentes mais non sans fortune, le vieillard amassait les dons depuis plus de cinquante ans tout en feignant d'être extrêmement pauvre, ce qui faisait de lui un homme avec une fortune relativement considérable. Le crime est découvert le 21 juin vers midi. La police identifie rapidement l'assassin et, le 27 juin, tend une souricière à Ravachol. 
Selon la police ; alors qu'ils se seraient saisis de lui après avoir surveillé sa demeure, il se serait débattu, les aurait insulté, aurait dit que la vengeance des anarchistes tomberait sur les policiers puis, alors qu'il aurait été en train d'être transféré ; les policiers seraient tombés sur un complice de Ravachol, avec un paquet, qui serait venu droit sur eux pour leur barrer le passage. Alors que les policiers commencent à l'interroger sur pourquoi il est sur leur passage et ce qu'il porte ; celui-ci répond en les insultant. Subitement, Ravachol aurait alors poussé deux policiers autour de lui d'un coup d'épaule puis se serait enfui à toute vitesse vers Patroa ; où les policiers à sa poursuite perdent sa trace dans la profonde nuit qui est tombée. Lorsqu'ils reviennent au point initial de la fuite, pour retrouver le complice présumé, celui-ci a disparu.
Il passe un temps caché dans la demeure de deux de ses compagnons stéphanois, Rosalie Soubère et Joseph Jas-Béala.
Activement recherché par la police, il met en scène son suicide le 13 juillet. Le 30 juillet, la presse fait état de deux lettres qu'il leur envoie - les deux avec une écriture différente. Dans la première, il se moque de la police en disant avoir pu se promener tranquillement en public le dimanche précédent à Terrenoire, un quartier de Saint-Étienne. Il signale que la préfecture a tort de l'avoir cherché vers le barrage, car il ne souhaiterait pas se noyer et que s'il désirait prendre un bain, il irait plutôt à Andrézieux. Dans la deuxième lettre, il dit partir pour Vichy et vouloir revenir le 9 août afin d'assister à l'Exposition industrielle de la ville. Vers la fin du mois d'août 1891, un gardien y trouve ce billet signé Ravachol au pied d'une statue :

« J'ai visité l'Exposition des Beaux-Arts. Je la trouve assez bien. Toutefois, je me réserve de faire plus tard la critique de quelques tableaux. »

Il se rend ensuite à Barcelone chez Paul Bernard, anarchiste condamné par contumace, en novembre et décembre 1890, à deux et trois ans de prison pour « excitation au meurtre, au pillage et à l'incendie ». À Barcelone, Ravachol s'exerce avec d'autres compagnons à la fabrication d'explosifs, avant de rejoindre Paris en août 1891 sous le nom de Léon Léger.
Il trouve alors refuge chez Charles Chaumentin, 12, place du square Thiers à Saint-Denis, qui le fait entrer à la Chambre syndicale des hommes de peine. Puis Ravachol loue une chambre à L'Île-Saint-Denis, au 2, quai de la Marine. Il est apprécié par la famille Chaumentin. Il apprend à lire à leur fille.

### Radicalisation de la«bande à Ravachol»

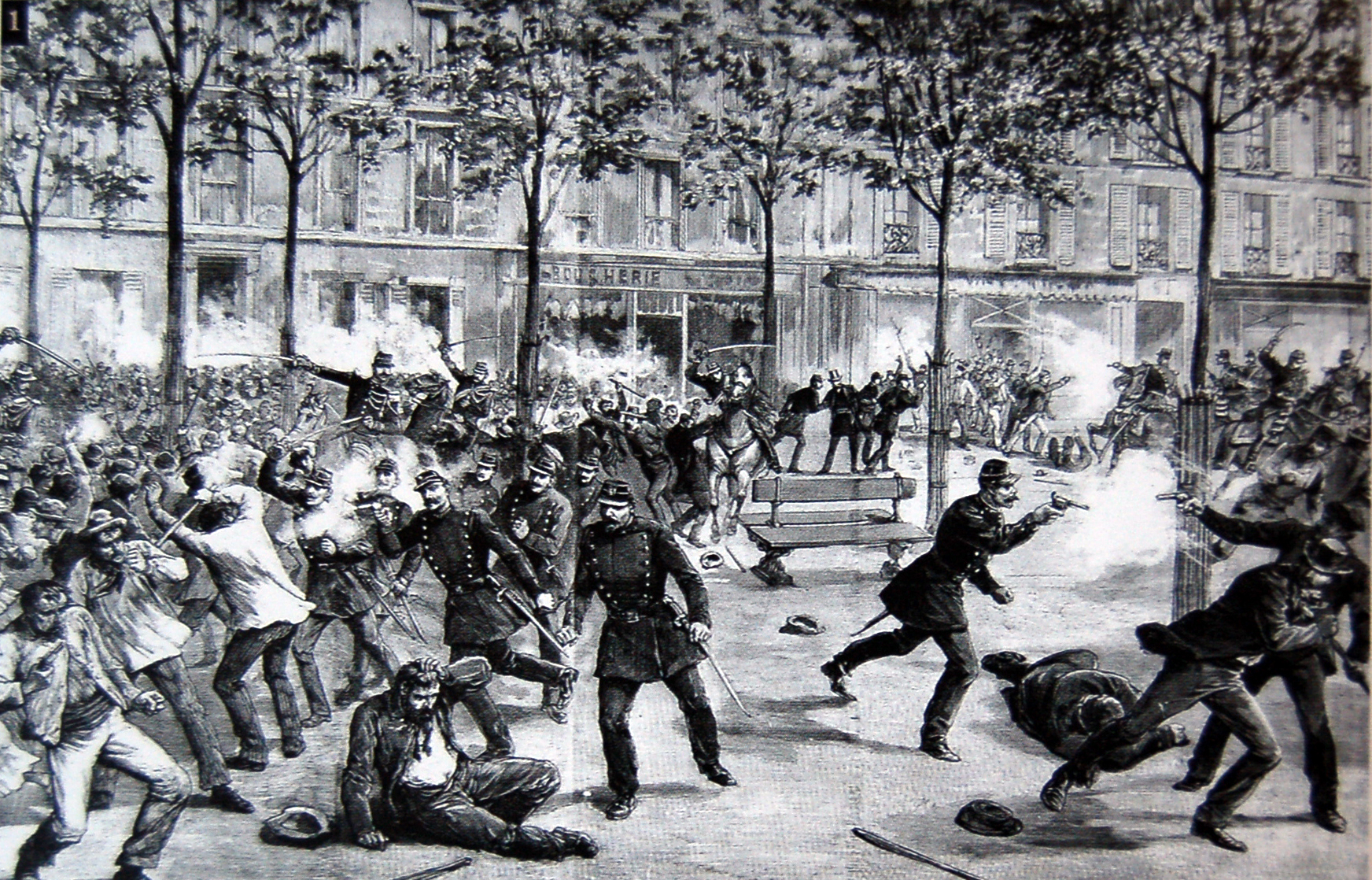
Affaire de Clichy (1891).

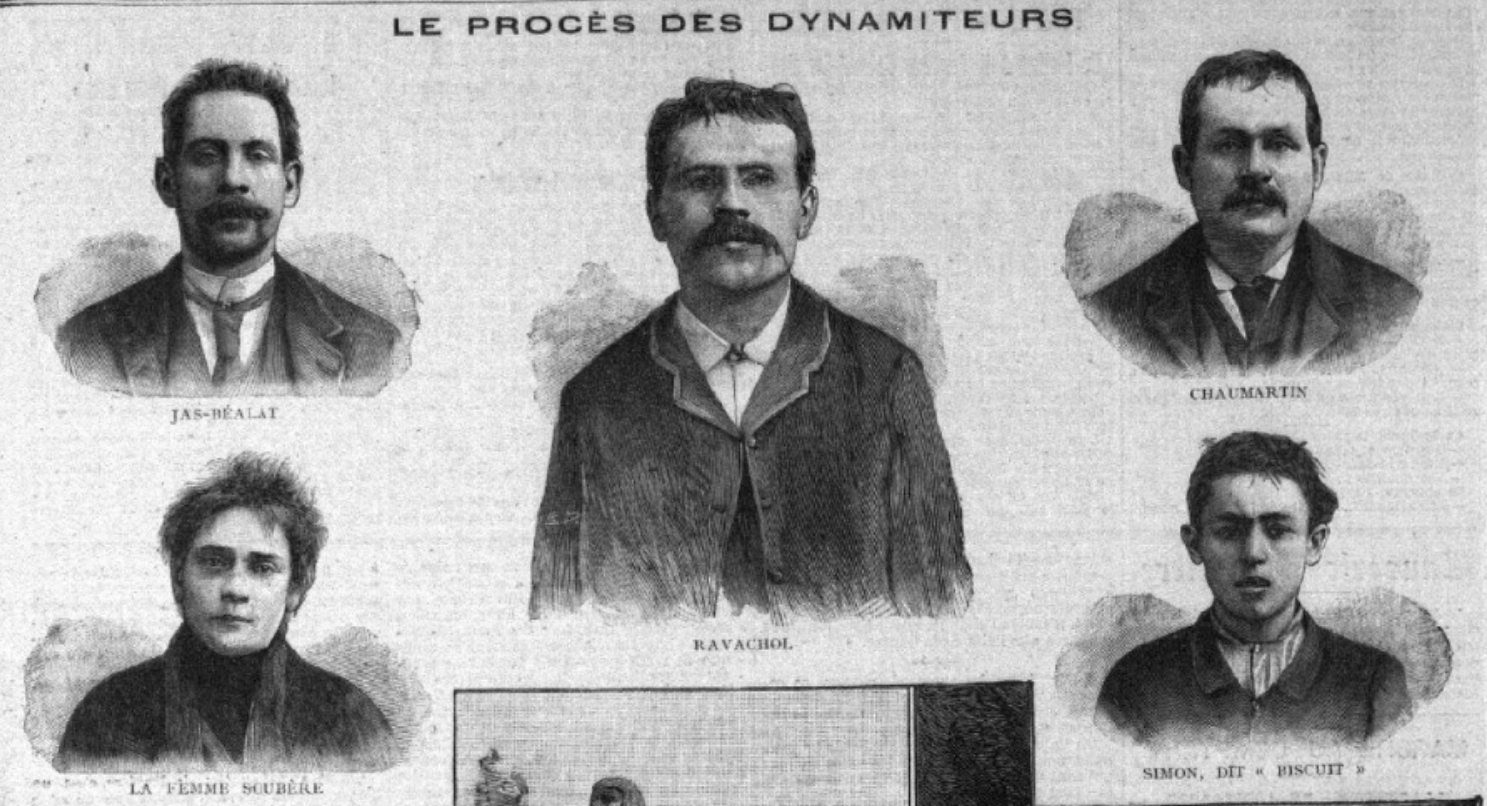
'Le procès des dynamiteurs' : Rosalie Soubère, Ravachol, Charles Simon, Joseph Jas-Béala et Charles Chaumartin. Le Petit Parisien : supplément illustré (1er mai 1892)

Ravachol est rejoint à Paris par Soubère et Jas-Béala, ce qui indique que les trois ont probablement comme projet d'effectuer des attentats anarchistes dans la capitale dès cette époque. Le groupe fait la connaissance de Charles Simon, un jeune militant anarchiste que leur présente Chaumentin en leur déclarant qu'il « connaît Paris comme sa poche » et qu'il s'agit de quelqu'un capable de les aider dans leurs projets. 
En effet, la situation en France est très tendue entre les anarchistes et l'État français, ce qui radicalise Ravachol et son groupe. Ils réagissent surtout à deux événements principaux : en 1891, la fusillade de Fourmies, où l'armée tire sur des manifestants demandant une journée de travail de huit heures, et l'affaire de Clichy, où des anarchistes sont arrêtés, frappés avec des sabres, battus et privés d'eau et de soins par la police un certain temps. Le fait que les anarchistes arrêtés après l'affaire de Clichy soient jugés avec beaucoup de sévérité, le procureur Léon Bulot demandant la peine de mort pour les trois et le juge Edmond Benoît (1843-1909), les condamnant à des peines très dures de deux et cinq ans de prison, a un impact notable sur les cercles anarchistes de France et est le catalyseur des attaques menées par Ravachol. Celui-ci est en effet profondément choqué par ces développements et se décide à agir contre les magistrats ayant été responsables des persécutions judiciaires visant les anarchistes de Clichy.

#### Le vol de Soisy-sous-Étiolles

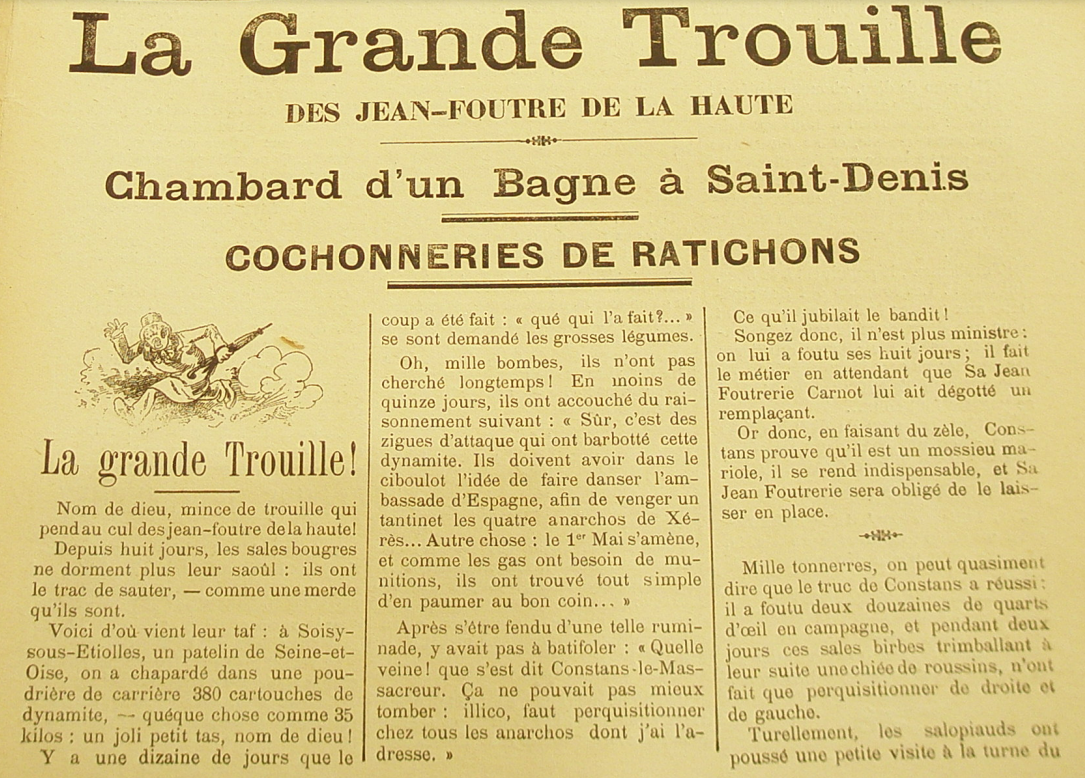
« La Grande Trouille des Jean-Foutre de la haute », une du Père Peinard (6 mars 1892), à propos du vol de Soisy.

Dans la nuit du 14 au 15 février 1892, 360 cartouches de dynamite, 3 kilogrammes de poudre, 100 mètres de mèche et 1 400 capsules d'amorces, sont dérobés dans une carrière de Soisy-sous-Étiolles. L'enquête, confiée au parquet de Corbeil, se dirige rapidement vers les milieux anarchistes parisiens. La police les soupçonne de préparer des attentats contre l'ambassade d'Espagne et lors des manifestations du 1er mai. Le 23 février, la police perquisitionne chez de nombreux militants anarchistes, dont Jean Grave, administrateur du journal Le Révolté, Constant Martin et Émile Pouget. Ces premières perquisitions donnent peu de résultats, sauf chez Benoit Chalbrey et Bordier, où elle découvre plusieurs cartouches de dynamite provenant du vol de Soisy-sous-Étiolles. Selon l'indicateur de police Jacot, c'est un agent de la troisième brigade nommé Laux, alors sous les ordres de l'officier de paix Fédée, qui aurait expliqué à un proche de Ravachol comment s'emparer de la dynamite. En effet, pour nuire à la propagande anarchiste, la préfecture de police avait organisé le premier « attentat anarchiste » le 16 juin 1881 contre la statue d'Adolphe Thiers à Saint-Germain-en-Laye et que les éléments de la bombe lancée par Auguste Vaillant le 9 décembre 1893 à la Chambre des députés lui ont été fournis, sans qu'il le sache, par la préfecture.

### Les attentats

#### Attentat du boulevard Saint-Germain

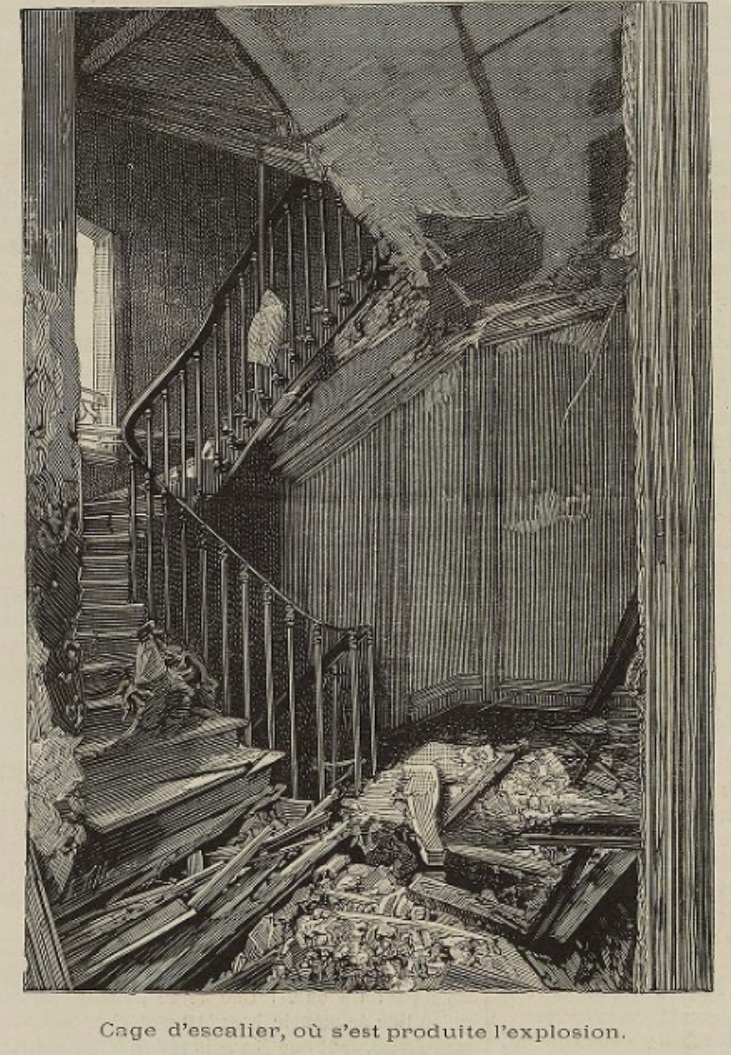
Représentation du résultat de l'attentat du boulevard Saint-Germain dans L'Illustration (19 mars 1892)

Leur cible est d'abord le commissariat de Clichy qu'ils envisagent de faire exploser le 7 mars 1892 à l'aide d'une marmite chargée de mitraille et d'une cinquantaine de cartouches de dynamite. Devant les difficultés d'approche, le groupe renonce et décide de changer d'objectif pour viser le conseiller Edmond Benoît, président des assises lors de l'Affaire de Clichy. Pour trouver l'adresse du conseiller, Ravachol consulte simplement l'annuaire téléphonique. Charles Simon part reconnaître les lieux, un immeuble situé au 136, boulevard Saint-Germain à Paris, sans parvenir à trouver l'étage où habite le conseiller. Le concierge, Augustin Pinot, interrogé par Charles Simon, refuse de le renseigner.
Le 11 mars, vers 18 h, le groupe passe à l'action. Charles Chaumentin les accompagne jusqu'au tramway avant d'être remercié et invité à les quitter car « père de famille ». Pour passer les préposés chargés de l'octroi, Mariette Soubère dissimule la marmite sous ses jupes. Le groupe passé, elle quitte ses trois compagnons et retourne chez elle. Au niveau des Bouffes du Nord, Ravachol congédie Charles Simon et Joseph Beala qui retournent à Saint-Denis. Arrivé devant l'immeuble, Ravachol, armé de deux pistolets, entre et dépose la bombe sur le palier du premier étage. Il allume la mèche, redescend et, au moment même où il gagne le trottoir, la bombe explose. « J'ai cru que la maison me tombait dessus ! », déclara Ravachol lors de son procès. Une personne est blessée. Au quatrième étage, le conseiller Benoît est indemne. Les dégâts matériels sont évalués à 40 000 francs de l'époque. Pour le journal anarchiste La Révolte, cet attentat « réhabilite un peu la dynamite que les tentatives précédentes avaient un peu amoindrie ».
Le 13 mars, Ravachol et ses compagnons envisagent un nouvel attentat, cette fois contre l'avocat général Bulot. Ravachol et Charles Simon se chargent de préparer une nouvelle bombe, composée de 120 cartouches de dynamite.
Le 15 mars, une bombe explose à la caserne Lobau. Si cet attentat organisé par Théodule Meunier n'est pas lié à Ravachol, la police est sur les dents. Elle diffuse le signalement de Ravachol à la presse et insiste sur la cicatrice qu'il porte à la main gauche :

« Taille 1 m 66, envergure 1 m 78, maigre, cheveux et sourcils châtain foncé, barbe châtain foncé, teint jaunâtre, visage osseux, nez assez long, figure allongée, front bombé et assez large, aspect maladif
  Signes particuliers : cicatrice ronde à la main gauche, au bas de l'index, près du pouce ; deux grains de beauté sur le corps : un sur la poitrine gauche, un sous l'épaule gauche »

— Signalement de Ravachol diffusé par la police, Jean Maitron, Le Mouvement anarchiste en France, 1951
Dénoncés cinq jours après le premier attentat par une indicatrice anonyme, S. d’A. dite « X2 », rétribuée 800 francs, Charles Simon et Charles Chaumentin sont interpellés le 17 mars. Ravachol parvient à échapper à la police et à joindre Saint-Mandé où il dispose d'une chambre. Il coupe sa barbe et décide de maintenir l'attentat contre Bulot. Charles Chaumentin fait un portrait de Léon Léger qui permet de reconnaître, grâce à l'anthropométrie judiciaire, qu’il s’agit de Ravachol dont on a pris les mensurations et une photographie à la prison de Saint-Étienne deux ans auparavant.

#### Attentat de la rue de Clichy
Le 27 mars, à 6 h 20, Ravachol prend l'omnibus pour se rendre rue de Clichy où il arrive vers huit heures. Il dépose la bombe au numéro 39 de cette rue, au deuxième étage où demeure le substitut Bulot. Il a parcouru cinquante mètres quand la bombe explose. Sept personnes sont blessées, l'immeuble est ravagé. Les dégâts sont évalués à 120 000 francs.
Après l'attentat, Ravachol prend l'omnibus Batignolles-Jardin des plantes pour constater les dégâts causés par la bombe. Mais le transport en commun est détourné de son trajet habituel et Ravachol ne peut rien voir. Vers 11 h, il s'arrête au restaurant Véry, situé au 22, boulevard de Magenta et fait la connaissance de Jules Lhérot, garçon de café et beau-frère du patron. Jules Lhérot émet quelques critiques à propos du service militaire et Ravachol en profite pour lui exposer les théories anarchistes et antimilitaristes. Il lui parle également de l'explosion qui vient d'avoir lieu. Intrigué par cet homme qu'il trouve suspect, Jules Lhérot laisse néanmoins partir Ravachol.

### L'arrestation

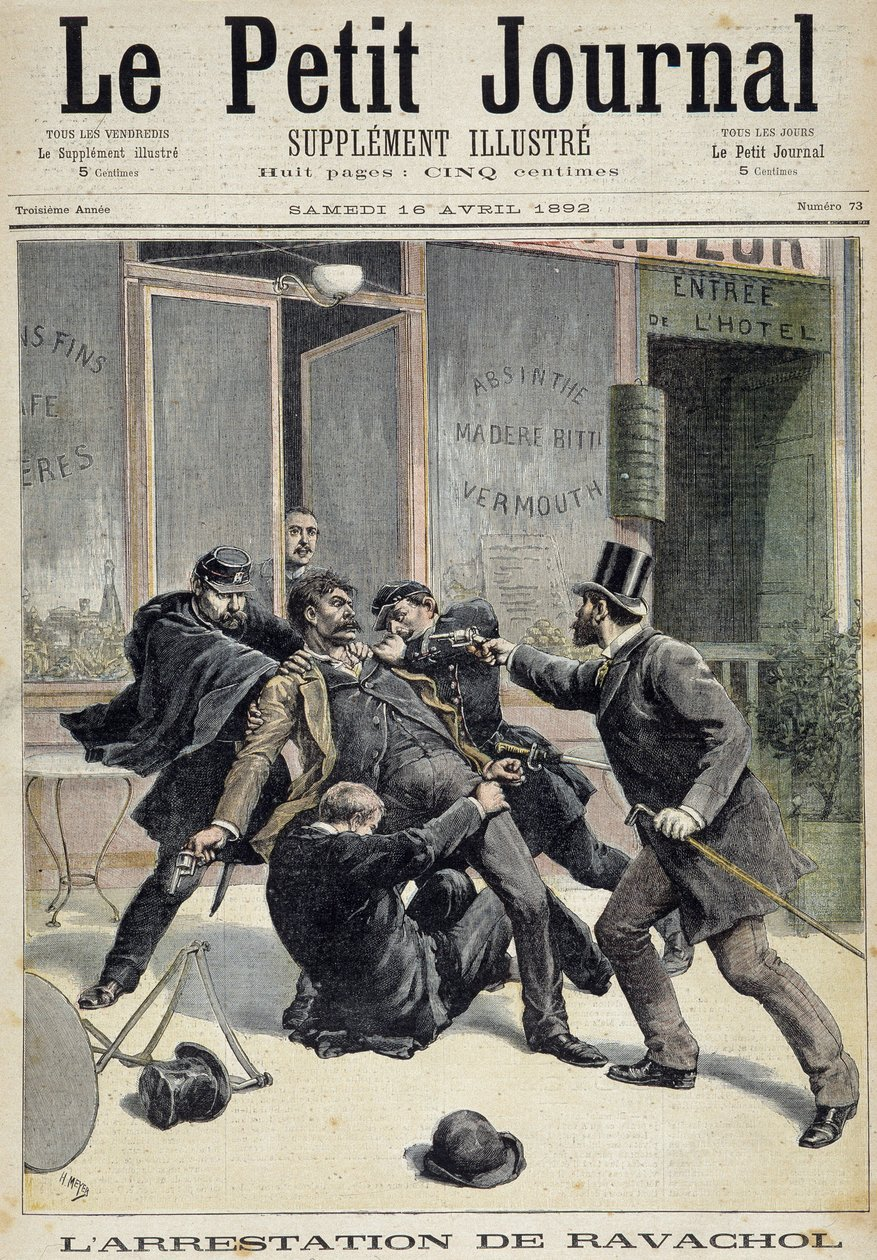
L'arrestation de Ravachol le 30 mars 1892 (Le Petit Journal, 16 avril 1892).

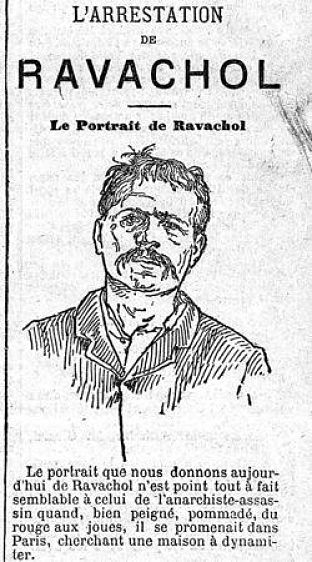
Le Figaro, 1er avril 1892.

Le 30 mars 1892, Ravachol retourne au restaurant Véry. Alarmé par les propos tenus quelques jours plus tôt et reconnaissant en lui l'auteur des attentats décrit par la presse, Jules Lhérot alerte la police. Ravachol est interpellé avec difficulté par le commissaire Dresch et une dizaine d'agents de police.
Le 25 avril, veille de son procès, une bombe dissimulée au restaurant Véry explose, tuant le patron et un client. « Véryfication », écrit Émile Pouget dans le Père peinard. Jules Lhérot, lui, est indemne. Il touche 100 francs offerts par le journal le Temps et 300 francs sur le montant d'une souscription lancée par le journal le Matin en faveur des victimes de l'attentat. Il quitte alors la France pour l'étranger afin d'échapper aux représailles anarchistes. À son retour, il sollicite une place dans la police, qui lui sera accordée.

### Les procès

#### Procès devant la cour d'assises de la Seine

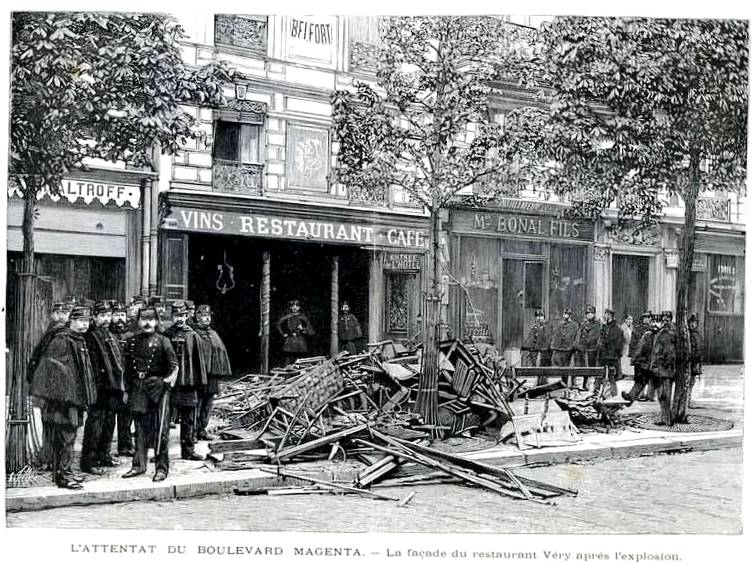
Le restaurant Véry après l'attentat du 25 avril.

L'instruction du procès ne traîne pas. Ravachol et ses compagnons comparaissent le 26 avril devant la Cour d'assises de La Seine. Le tribunal est alors sévèrement gardé pour prévenir toute attaque organisée par des anarchistes. Pour entrer, il faut exhiber un laissez-passer. À 11 h, les inculpés sont présentés devant le tribunal. Le siège du ministère public est occupé par le procureur général Quesnay de Beaurepaire, le banc de la défense par maître Lagasse. Les débats se déroulent dans le calme. Ravachol tente de disculper ses compagnons et d'assumer seul la responsabilité des attentats. Il explique ses actes par sa volonté de venger Dardare et Decamps, condamnés à la suite des manifestations du 1er mai 1891 et victimes de brutalités policières. Présenté comme quelqu'un de doux et estimé de tout le monde, à cause de sa physionomie sympathique et de ses sentiments humanitaires, par Charles Chaumentin et ses compagnons, Ravachol apparaît alors comme le justicier anarchiste, compatissant avec les opprimés, mais implacable avec ceux qu'il jugeait responsables de leur misère. Le verdict est inattendu. Charles Simon et Ravachol sont condamnés aux travaux forcés à perpétuité, les trois autres acquittés. Les membres du jury craignant des représailles ont accordé de « surprenantes circonstances atténuantes ».

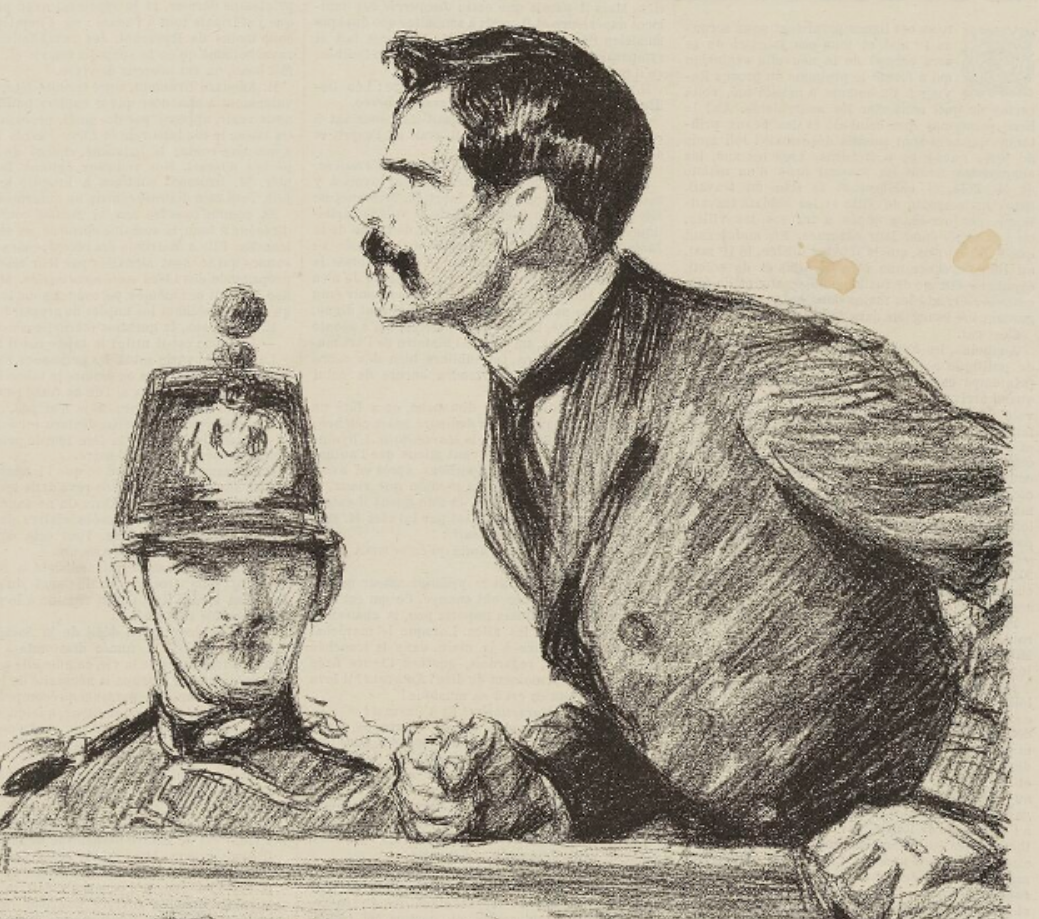
Ravachol se défendant pendant son procès, L'Illustration (30 avril 1892)

Dénoncé par une habituée de la maison, Charles Chaumentin est jugé sévèrement par les anarchistes qui, à l'époque, ne connaissent pas l'existence de l'indicatrice « x.2 ». Dans le numéro 47 du journal Le Libertaire (3-9 octobre 1896), Sébastien Faure juge avec sévérité « le délateur, le traître, celui qui, dans cette affaire, récolta le mépris de tous les gens de cœur, parce qu'il acheta son acquittement au prix de l'acte le plus ignoble qu'un homme puisse commettre ». Lors des aveux de Charles Chaumentin, la police connaissait déjà toute l'histoire. L'étude des archives de la Préfecture de police par l'historien Jean Maitron le réhabilita « quelque peu ».
Condamné avec Ravachol aux travaux forcés à perpétuité, Charles Simon meurt au bagne, lors d'une révolte de forçats sur les Îles du Salut, en octobre 1894. Quelques semaines plus tôt, en septembre, un détenu du nom de François Briens est mortellement blessé par un surveillant nommé Moscart. Avant de mourir, il a le temps de prononcer ses dernières paroles : « Je meurs pour l'anarchie ; les anarchistes me vengeront. » Le 21 octobre, Moscart est assassiné de dix-neuf coups de couteau, avec un de ses collègues et deux contremaîtres. La révolte s'étend, l'alarme est rapidement donnée. La répression tue onze forçats, dont plusieurs anarchistes connus comme Jules Léauthier, Édouard Marpeaux, Pierre Meyrues, Benoît Chevenet, etc.
Le 23 octobre, Quillemary, condamné deux mois plus tôt pour un crime de droit commun, est exécuté. Perché dans un arbre, Charles Simon, matricule 26507, voit la tête rouler dans le panier du bourreau et crie « Vive l'anarchie ! ». Un soldat l'interpelle : « Veux-tu que je tire en haut ou en bas ? » « Vive l'anarchie ! », fut la dernière réponse du bagnard. Le soldat fait feu, Charles Simon, dit « Biscuit », dit « Ravachol II », s'effondre, mortellement blessé.

#### Procès devant la cour d'assises de la Loire

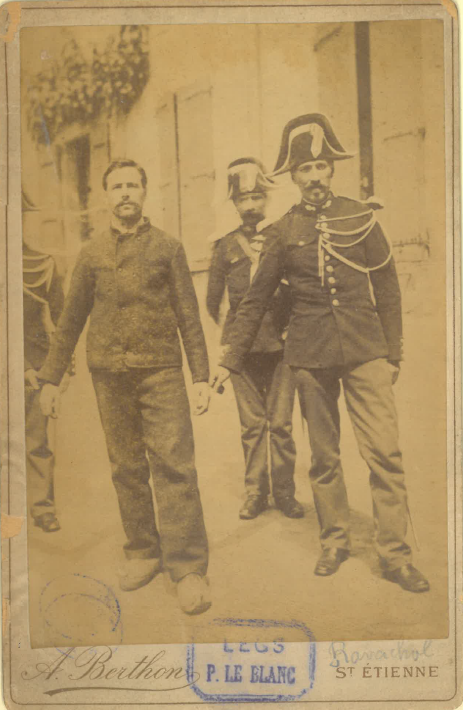
Ravachol entouré de gendarmes (photographe A. Berthon, Saint-Étienne).

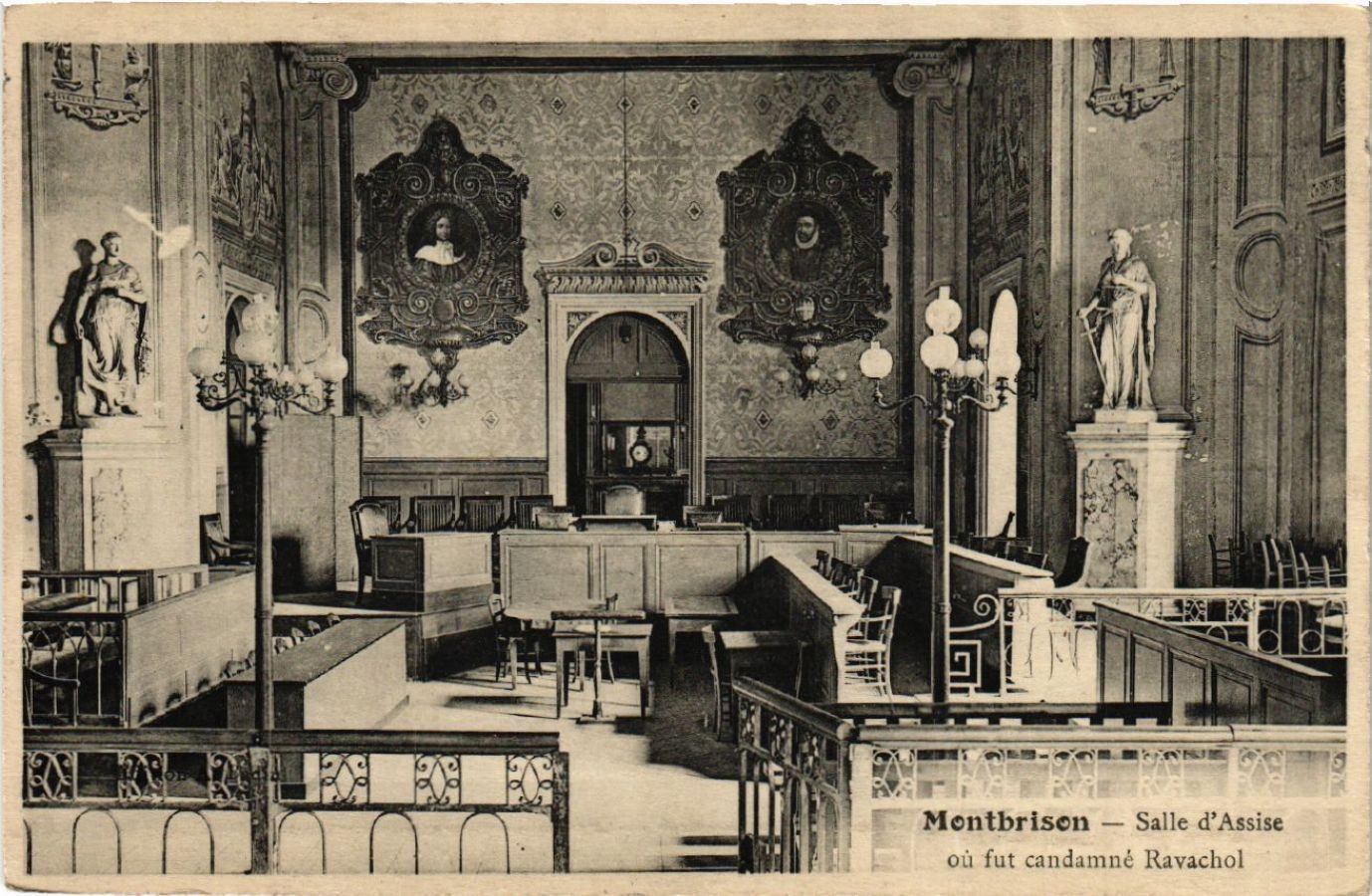
Intérieur des assises de Montbrison.

Le second procès se déroule le 21 juin, à Montbrison, devant la Cour d'assises de la Loire. Ravachol est accusé de plusieurs crimes et délits antérieurs aux attentats. Il reconnaît la violation de la sépulture et l'assassinat de l'ermite de Chambles, mais nie énergiquement être responsable des meurtres de La Varizelle et de Saint-Étienne. Sa participation au double meurtre de Saint-Étienne repose essentiellement sur les déclarations de Charles Chaumentin le 27 mars : «… Béala m'a confié que Ravachol (alors qu'il se cachait à Saint-Étienne après l'assassinat de l'ermite de Chambles) aurait assassiné deux vieilles filles qui tenaient un fonds de quincaillerie à Saint-Étienne, et qu'il n'avait jamais été soupçonné de ce crime. »
Pour sa défense, Ravachol déclare qu'il a tué pour satisfaire ses besoins personnels et soutenir la cause anarchiste. Le président réfute cette thèse. Pour lui, Ravachol a tué pour vivre du crime, et « mener une vie tranquille, sans rien faire ». Sa cause est désespérée, seuls son frère et sa sœur le soutiennent en témoignant de son rôle de père pendant leur enfance.
Ravachol est condamné à mort. Il accueille le verdict au cri de « Vive l'anarchie ! » Le président des assises lui refuse le droit de lire une dernière déclaration qu'il remet à son avocat, maître Lagasse :

« Je souhaite que les jurés qui, en me condamnant à mort, viennent de jeter dans le désespoir ceux qui m'ont conservé leur affection, portent sur leur conscience le souvenir de leur sentence avec autant de légèreté et de courage que moi j'apporterai ma tête sous le couteau de la guillotine. »

— François Koënigstein, dit « Ravachol », Le Révolté, no 40, 1-7 juillet 1892

### L'exécution
Ravachol est exécuté le 11 juillet 1892 à Montbrison. Le bourreau Louis Deibler arrive sur place en train par une voie détournée afin de déjouer la curiosité publique ; à 5 h du matin, il trouve la ville sous très forte surveillance : « Des gendarmes à tous les coins de rue, des policiers partout sur les boulevards, dans les carrefours, dans tous les cafés, dans tous les hôtels […]. La prison est gardée par un bataillon du 16e de ligne, et par une brigade de gendarmerie. Personne ne peut en approcher s'il n'est muni d'une carte signée et frappée du commandant d'armes […]. Aux entrées de la ville, les précautions les plus minutieuses sont prises. Les portes sont occupées par les soldats du 16e de ligne. 40 agents de la sûreté, venus de Paris, de Lyon et de Saint-Étienne surveillent toutes les issues […]. Un escadron du 30e régiment de dragons, venu de Saint-Étienne, entoure la guillotine et fait la haie depuis le palais de justice jusqu'au lieu de l'exécution. En outre, dix agents de la sûreté de Paris font cercle autour de la guillotine ».
Ravachol, qui n'avait pas voulu signer de recours en grâce, refuse l'assistance de l'aumônier et chante Le Père Duchesne en allant vers la guillotine. Ses dernières paroles, au moment où le couperet tombe, sont « Vive la ré… ». Le télégramme partiellement chiffré de l'annonce de l'exécution le traduit par « Vive la république ! ». Mais selon Jean Maitron, il aurait pu vouloir dire « Vive la révolution ! » ou « Vive la révolution sociale ! », comme beaucoup d’anarchistes exécutés.

## Mythe et postérité

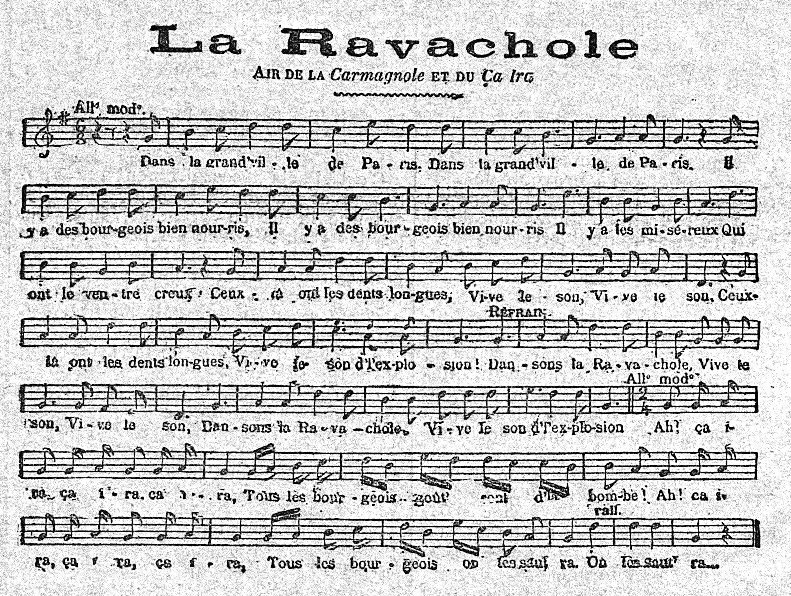
Partition de La Ravachole, L'Almanach du Père Peinard, Paris, 1894.

Avant de devenir l'un des symboles de la révolte désespérée, Ravachol traîne une réputation de mouchard et d'agent provocateur depuis son évasion rocambolesque de juin 1891. Les journaux anarchistes lui sont alors peu favorables. En janvier 1892, le journal La Révolte commente le procès des complices de Ravachol en des termes sans équivoque : «… L'opinion publique est tellement persuadée que la police l'a fait évader, qu'on rit dans l'auditoire dès qu'il en est question… ».
Au lendemain de son exécution, Ravachol devint un mythe pour de nombreux compagnons et va faire l'objet d'un « véritable culte de la personnalité ». Exalté pour son sang-froid lors des attentats, sa logique implacable et le courage dont il fit preuve devant la guillotine, des chansons lui sont consacrées, à l'exemple de La Ravachole, sur l'air de la Carmagnole et de Ça ira ou de Ravachol, chanté par Renaud en 1974. Dans L'Éloge de Ravachol, l'écrivain Paul Adam en fait un saint, le « Rénovateur du Sacrifice Essentiel ». Comme le remarque le criminologue Cesare Lombroso, « il fallait aux révolutionnaires français, malgré leur internationalisme, un martyr national, exécuté par la guillotine ».
Le 9 décembre 1893, Auguste Vaillant jette une bombe à Paris, à la Chambre des députés, pour venger Ravachol. Et le 24 juin 1894, c’est Sante Caserio qui poignarde mortellement à Lyon le Président de la République, Sadi Carnot ; le lendemain sa veuve reçoit une photo de Ravachol et ces mots : « Il est bien vengé… »[source insuffisante]
Sa renommée dépassa les frontières de la France et donna un nom commun en wallon ravachol(e) qui désigne, au masculin, un homme bagarreur ou un enfant désobéissant. En catalan, autour de Valence (Espagne), ravatxol désigne : enfant rebelle, qui crée des ennuis ; ancien bateau postal de l'Albufera de Valence ; tramway qui reliait le port à Valence. Au féminin, une option au whist où aucun joueur ne propose un jeu et où les gagnants des 7e et du dernier plis perdent. En lorrain gaumais, également un don Juan ou des dégâts occasionnés par des humains ou des animaux. Mais certains de ces sens pourraient bien être antérieurs au personnage, son surnom étant lui-même basé sur un mot dérivé de l'ancien français « ravagier ».
En avril 1975, une moitié de sa tête conservée dans du formol à l'école de médecine de Paris est volée et retrouvée au pied du Panthéon. Jean-Christophe Rufin affirme qu'un ami et lui, alors internes en médecine, dérobèrent la moitié de tête de Ravachol pour impressionner une fille de leur connaissance ; le vol rendu public et présenté par France-Soir comme la manifestation d'un renouveau anarchiste, les deux amis déposèrent la tête de Ravachol au Panthéon.
Dans leur chanson Salut à toi, Bérurier Noir le cite aux mots de :

« Salut à toi l'Espagnol,

Salut à toi le Ravachol ! »

Ravachol sert également d'inspiration au personnage de Claude Ravache, anarchiste français, interprété par Thierry Neuvic en 2011 dans le film Sherlock Holmes : Jeu d'ombres de Guy Ritchie.
« Ravachol » est aussi le surnom plaisant donné par les habitants de Saint-Maurice au docteur Parpalaid, dans Knock, de Jules Romains.
Dans la bande dessinée Les Aventures de Tintin, « Ravachol », parfois au pluriel, est un juron du Capitaine Haddock.
Dans la comédie française La Vengeance du serpent à plumes de Gérard Oury (1984), un groupuscule terroriste et anarchiste se baptise « Ravachol-Kropotkine ».
Dans le jeu vidéo Disco Elysium, Ravachol a inspiré le nom de la ville fictive où se situe l'action du jeu, « Révachol ». Une autre ville du jeu se nomme également « Koenigstein ».
« Ravachol » est également le surnom donné aux locomotives à vapeur de la Compagnie des chemins de fer du Nord du type 220 T, comme elles sont entrées en service pendant la période des procès

## Ouvrages

### Correspondance
- Lettre à Ravachol et requête de Ravachol, Paris, Gil Blas, 1892 (lire sur Wikisource)

#### Articles
- Jacques Julliard, « Proudhon, Pelloutier, Ravachol… Le fond de l'air est libertaire », Le Nouvel Observateur, no 2250, 20 décembre 2007, [lire en ligne].
- Gilbert Rochu, « Ces anarchistes qui tuaient pour des idées », Marianne, 28 août 2000, [lire en ligne].
- Sante Ferrini [Folgorite], « Ravachol », Il Vespro anarchico, Palerme, 10 août 1923.

### Radio
- Jean Lebrun, Philippe Pelletier, Les anarchistes : le moment terroriste, et après ?, France Inter, 26 novembre 2015, « écouter en ligne ».

### Vidéographie
- Chrisitian Mottier, Anarchie et terrorisme, Temps présent, Radio télévision suisse, 3 avril 1970, « voir en ligne ».
- Bernard Cerf, Ravachol, Les Productions Aléatoires, 2016, 63 minutes, « présentation éditeur », « bande annonce ».

### Iconographie
- Flavio Costantini, Saint-Étienne 1890 - Ravachol et Madeleine Labret, 1976, « en ligne ».

### Notices
- Jean Maitron, Anne Steiner, Dictionnaire des anarchistes, « Le Maitron », 2014 : François Koenigstein, qui se faisait appeler Ravachol du nom de sa mère.
- Dictionnaire biographique du mouvement ouvrier français, « Le Maitron » : « notice biographique ».
- L'Éphéméride anarchiste : « notice biographique. »